# نمد

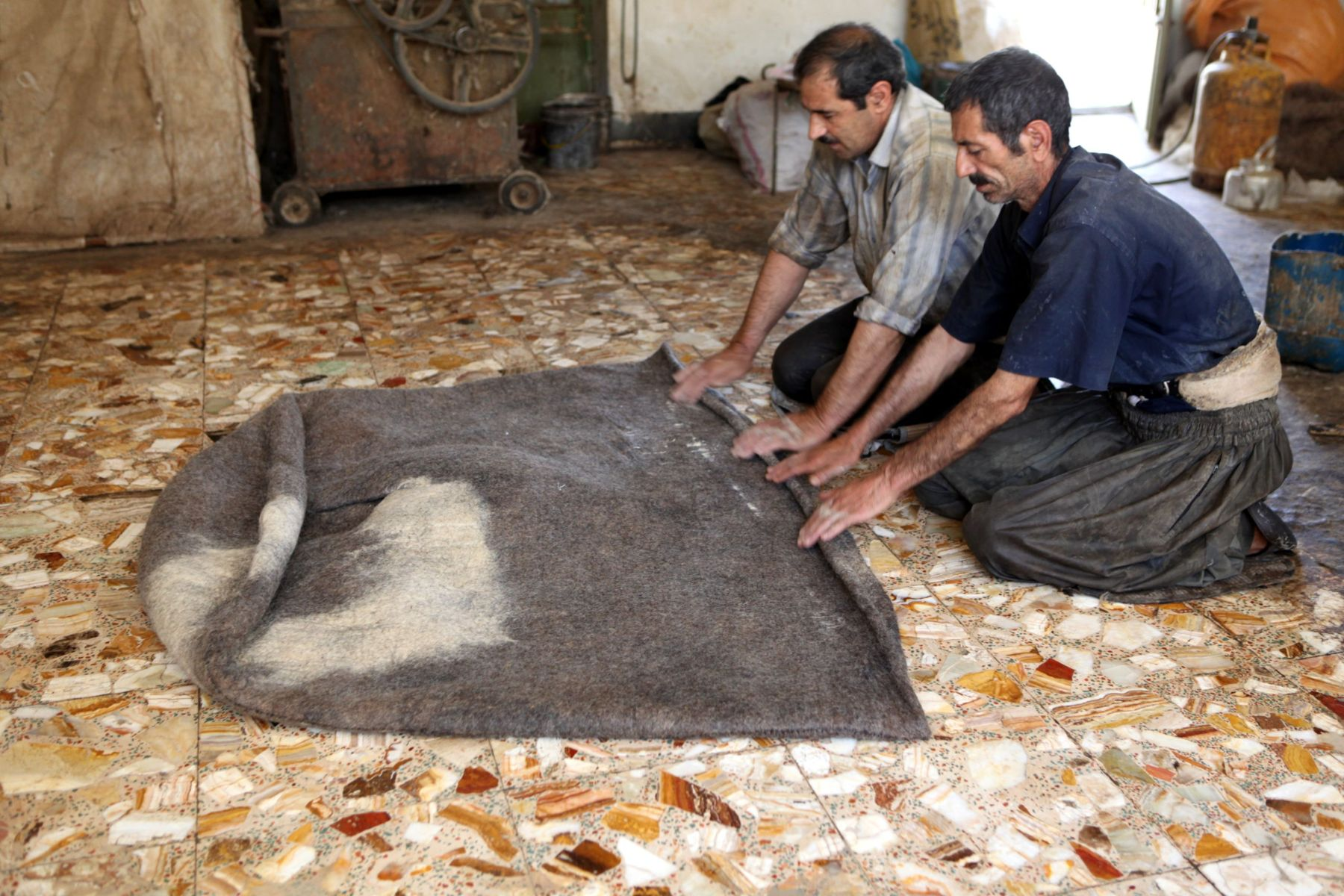
یک کارگاه نمدمالی در شهرکرد

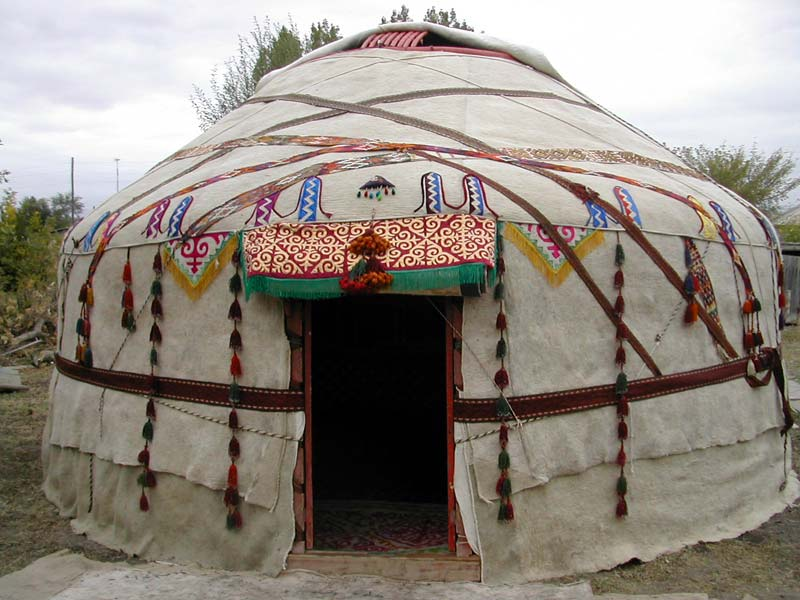
کلبهٔ نمدی قزاقی

نَمَد نوعی زیرانداز سنّتی است که با پشم تولید می‌شود. برای تهیهٔ نمد (نمدمالی) عمل بافتن انجام نمی‌شود بلکه با ایجاد فشار و رطوبت و گرما، موجب در هم رفتن الیاف پشمی می‌شوند. دو خاصیت جعدیابی و پوسته‌ای شدنِ پشم امکان تولید نمد را فراهم می‌کنند. پشمی که برای تولید نمد به کار می‌رود پشم بهارهٔ گوسفند با الیاف بلند است. از صابون و زرده تخم‌مرغ نیز می‌توان برای بهتر شدن کیفیت کار استفاده کرد. مقدار پشمی که برای هر متر مربع نمد لازم است با مقدار پشم لازم برای تولید قالی برابر است اما چون زمان تولید نمد بسیار کوتاه‌تر است (حدود یک روز) قیمت آن پایین است.
نمدمالی در استان‌های کرمانشاه، مازندران، خراسان، سمنان، چهارمحال و بختیاری و … رواج دارد. برای تولید نمد ابتدا نقش موردنظر را با پشم‌های رنگی روی یکپارچهٔ کرباس طراحی می‌کنند. سپس پشم حلاجی شده را روی تمام سطح پارچه قرار می‌دهند و پارچهٔ کرباس را می‌پیچند. با ریختن آب جوش بر آن و فشردن مداوم کار، نمد تولید می‌شود. نمدمالی کاری طاقت‌فرسا محسوب می‌شود.
انواع محصولات نمدی شامل نمد زیرانداز، کلاه نمدی، پالتوی نمدی (کپنک) است.

## واژه‌شناسی
فریدون جنیدی در کتاب داستان ایران دربارهٔ نمد می‌نویسد: «نمد» در اوستا به گونه‌های «نیمَت» و «نِمَتَ» آمده‌است، از ریشهٔ «نَم = خم شدن»، و هنوز نیز نمد مالان ایران برای مالیدن نمد، به‌روی پشم، خم می‌شوند و چندان آن را با نم آب، به یاری ساق دست‌ها می‌مالند، تا یکپارچه شود و به گونهٔ زیرانداز در آید.

## تاریخچه
هنر نمدمالی بیشتر در روستاها و آبادی‌های اطراف دریای خزر که مرطوب و بارانی است مرسوم است. مناطقی که بیشتر به دامداری مشغول‌اند، نمدمالی و بافندگی قالی در آن‌جا بیشتر مرسوم است و از پشم گوسفند و شتر و کُرک بز تهیه می‌شود.
از اسناد و مدارک یافت شده در چین دربارهٔ زره، پادری و سپر نمدی آمده‌است. در گورهای عصر برنز آلمان نمدهایی یافت شده‌است. نویسندگان کلاسیک دربارهٔ نمد بسیار گفته و آن را به ایران نسبت داده‌اند، در گورهای سکاها اشیاء نمدی زیادی چون پرده، قالی و عرقچین اسب یافت شده‌است.
نادرشاه افشار می‌گوید:
وای بر روزی که ایرانیان فرش‌هایشان از نمد نباشد و ظرف‌هایشان از مس نباشد.

## نمدسازی

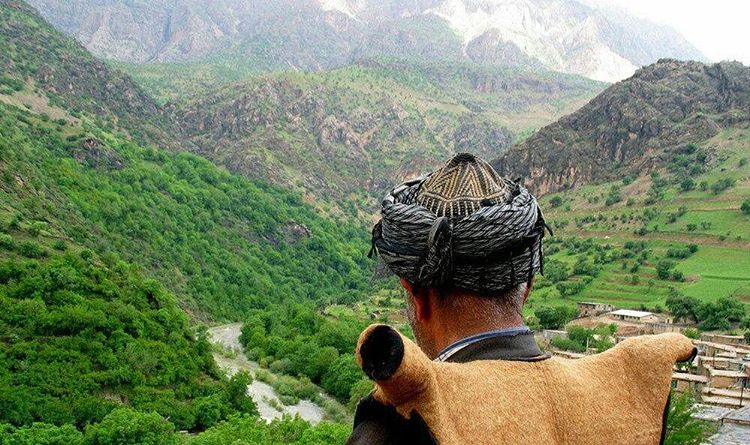
فرنجی یک جلیقه کردی ساخته شده از نمد است که مردان در کردستان می‌پوشند.

ابتدا پشم را شسته، برای کار، فضایی باز یا سرپوشیده انتخاب می‌شود. زمین این قسمت باید کاملاً سفت و هموار باشد و دور از وزش باد باشد. کف زمین با گونی یا یک تکه پارچهٔ ضخیم پوشانده می‌شود، سپس به ترتیب زیر، نمدسازی شروع می‌شود:
1. تنظیم قالب: ابتدا با استفاده از روش گرته‌برداری طرح اصلی را روی گونی می‌اندازیم، سپس با استفاده از تکه‌های پشم‌های رنگ شده نقش مورد نظر را پر می‌کنیم.
2. تنظیم ارتفاع پشم: که پشم را با استفاده از یک دست‌افزار با حرکات سریع می‌زنند تا پشم‌ها روی هم انباشته شوند. وقتی که ارتفاع پشم به اندازهٔ مورد نظر رسید حدوداً یک متر ریختن پشم را متوقف می‌کنیم. چنان‌چه ناهمواری در آن مشاهده شود دوباره با دست‌افزار شروع به زدن پشم می‌کنیم تا کاملاً یکدست شود. (دراین مرحله ضمن استفاده از آب خالص از آب و صابون هم می‌توانیم استفاده کنیم که دلیل استفاده از آن این است که بعضی از افراد از نمدمالی به‌عنوان منبعی برای درآمد استفاده می‌کنند و مجبورند برای سود بیشتر از پشم‌های درجه سه و چهار یا پشم‌های شسته نشده استفاده کنند که باید روزانه هشت تا ده ساعت با دست به مالیدن نمد بپردازند. از این رو آب و صابون باعث می‌شود که سطح مورد مالش، نرم‌تر شده و آن قسمت از دست که تماس بیشتری با نمد دارد سالم بماند).
3. خیس کردن پشم: در این مرحله روی پشم آب گرم می‌پاشیم، به‌صورت یک‌نواخت و به آرامی تا آب به سطح زیرین پشم برسد.
4. آماده کردن پشم برای مالش: گونی را از چهار طرف جمع کرده سپس به شکل استوانه‌ای درمی‌آورند و با یک طناب دور آن را می‌پیچند.
5. لگدکوب کردن پشم: طناب پیچ شده که دو یا چند نفر حدوداً یک ساعت آن را لگدکوب می‌کنند.
6. مرحلهٔ آخر: بعد از تمام شدن مالش، طناب‌ها را باز کرده و گونی را دوباره روی زمین پهن می‌کنند، حال پشم‌ها تغییر کرده و به‌صورت مسطح تغییر شکل داده‌اند، سپس استادکار، ناصافی‌ها را با دست هموار می‌کند و اگر قسمتی از نمد نازک‌تر باشد آن را با مقداری پشم ترمیم می‌کنند.[۶]

و از این مرحله کار اصلی مالیدن شروع شده با آب و صابون نقش‌ها را به‌خوبی می‌مالند یا بعضی جاها که نازک‌تر شده پینه یا مقداری پشم زده شده اضافه می‌کنند و با آب و صابون می‌مالند. سپس نمد را لوله کرده و با ساق‌های دست شروع به مالیدن می‌کنند. هر یک ساعت دوباره لوله را باز کرده و از طرف دیگر لوله می‌کنند. چند بار از جهت افقی و چند بار از جهت عمودی تا وقتی که به حالت اصلی نمدی خود برسد. بهتر است برای جلوگیری از بوی بد نمد بعد از اتمام کار آن را کامل بشویند تا چرکاب صابون خارج شود و هم نقش آن روشن‌تر شود. عده‌ای ممکن است در نمد، چسب یا چیزهای دیگری به کار برند که خاصیت نمد اصلی را ندارد. نمد باید به‌راحتی لوله شود. نه خیلی شل و نه خیلی سفت باشد.
برای مالیدن نمد در نقاط مختلف ایران روش‌های مختلف وجود دارد. استفاده از کتیرا در برخی نقاط رایج است. برای در هم آمیختن پشم باید محیط را قلیایی کرد. برای این منظور می‌توان از صابون یا مایع ظرفشویی استفاده کرد. محیط قلیایی باعث می‌شود نوک رشته‌ها به چند رشته تبدیل شده و بهتر به هم گره می‌خورند.

## نمدمالی در کرمانشاه
نمدمالی در منطقهٔ کرمانشاه پیشینه‌ای طولانی دارد که تا ۱۰ هزار سال نیز برآورد شده‌است. نمدمالی در میان عشایر کرد رواج دارد و معمولاً از پشم دام عشایر برای تولید آن استفاده می‌شود. معمولاً از نمد برای ساختن زیرانداز، کیسه خواب، انواع کلاه‌ها، جلیقه، کمربند، فرجی چوپان، جلیقهٔ بلند، تیغ بر، زین اسب و … استفاده می‌شود. در هنر نمدمالی کرمانشاه، نقوش سنتی و اصیلی بر روی قطعات نمدی ایجاد می‌شود. از جمله طرح‌های مرسوم که در نمد استفاده می‌شوند می‌توان به شمشیر، تپانچه، بز کوهی، گل ترنج، پله، جقه شاهی، کله‌قوچی، مرغ، گل، بته زین، گنجشک، گل نیلوفر و … اشاره کرد. برای ایجاد این نقش‌ها بیشتر از رنگ‌های سیاه، سفید، کرم، سبز، سرخ و قهوه‌ای و همچنین پشم خودرنگ استفاده می‌شود. استادکاران نمدمال کرمانشاهی در این شهر ۷۵ نوع کلاه نمدی تولید می‌کنند. همچنین استفاده از نمد برای کاربردهای جدید نیز رایج شده و یکی از استادکاران نمدمال کرمانشاهی با استفاده از نمد برای توربین کشتی محافظ و پوشش ساخته که نسبت به پوشش‌های وارداتی از جنس فوم فشرده چهار برابر عمر بیشتری دارد.
«نمدمالی کرمانشاه» در جریان برگزاری هفتمین اجلاس سراسری شورای سیاستگذاری ثبت آثار معنوی کشور در شهر شاهرود در سال ۱۳۹۱، در فهرست میراث معنوی مردم ایران ثبت شد.

## نمد صنعتی
نمد صنعتی در ضخامت‌های گوناگون تولید می‌شود و در مصارف مختلفی مورد استفاده قرار می‌گیرد. نمد صنعتی می‌تواند بیش از ۱۰۰ درجه سانتیگراد حرارت را تحمل کند. نمد صنعتی در فیلتر کردن ذرات معلق در گاز یا مایعات به‌طور گسترده مورد استفاده قرار می‌گیرد. همچنین این محصول برای تولید واشرها و قطعات روغن‌گیر به‌کار می‌رود. جذب خوب و یکنواخت مایعات، ویژگی دیگری است که نمد صنعتی را به محصولی پرکاربرد در حوزهٔ صنایع تبدیل کرده‌است. نمد صنعتی عایق خوبی برای جلوگیری از اتلاف انرژی گرمایی است. همچنین می‌توان برای عایق‌کاری صوتی نیز از نمد صنعتی استفاده نمود. از نمد صنعتی می‌توان به‌عنوان لرزش‌گیر در ماشین‌های صنعتی، دستگاه‌ها یا خودروها استفاده نمود.